# 蘇忞
蘇忞，號眉山，廣西懷集縣（今廣東肇慶市懷集縣）人，明朝政治人物、解元出身。
宣德七年 （1432年）廣西鄉試第一，入太學。正統六年（1441年）知湖廣靖州。十四年（1449年），廣、貴苗賊流劫，蘇忞率民兵五百人奮戰，力寡不敵而死。
懷集縣城曾有為蘇忞所建之解元坊。